# 日本手話の方言
日本手話の方言（にほんしゅわのほうげん）は、日本手話の方言（地域変種）。
現在の日本手話は、文法はほぼ共通しているが、語彙の多くは地域によって異なっている。関東と関西の違いはよく知られているが、より細かい分類についてはまだ系統立った研究が進んでいない。関東と関西の方言差の成立は明治初期に聾学校が東京と京都で別々に設立されたことと関係するが、それ以前の祖語との関係もまだ研究が進められている段階にある。
なお、韓国手話、台湾手話、日本手話は単語において60%（諸説あり）ほど共通しているという報告もある。これが事実だとすれば、日本による統治（日本統治時代の朝鮮、日本統治時代の台湾）の影響であると考えられている。これを支持する学者はこれらは同じ「日本手話語族」であると主張している。